# Mistel

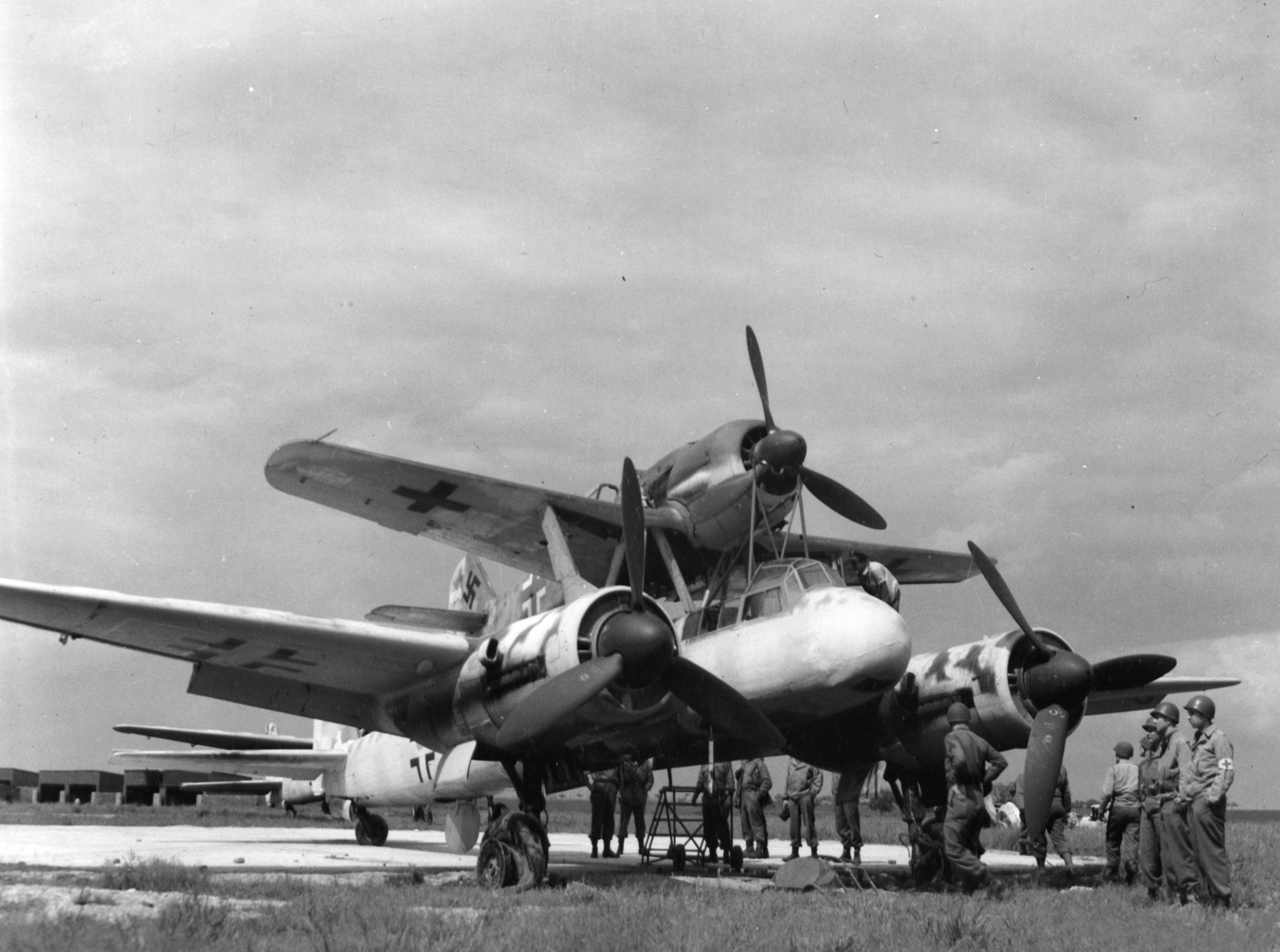
Un avion d'entraînement Mistel S2.

Le Mistel est un concept d'assemblage de bombardiers développé par les Allemands pendant la Seconde Guerre mondiale. Il consiste en un couple d'avions : un plus petit piloté supportant un bombardier plus gros et chargé d'explosifs.